# 2-Fluoroanfetamina
A 2-Fluoroanfetamina (2-FA) é uma droga estimulante da classe das anfetaminas, geralmente vendida como droga sintética. A 2-Fluoroanfetamina difere da 3- e 4-Fluoroanfetamina pelo substituinte do átomo de flúor situado na posição do anel aromático, tornando-os isômeros posicionais um dos outros. A substituição de um átomo de hidrogênio por um de flúor em alguns compostos químicos para facilitar a passagem pela barreira hematoencefálica, como é desejável fármacos que atuam no sistema nervoso central, é uma prática comum para aumentar a lipofilicidade da droga.

## Farmacologia

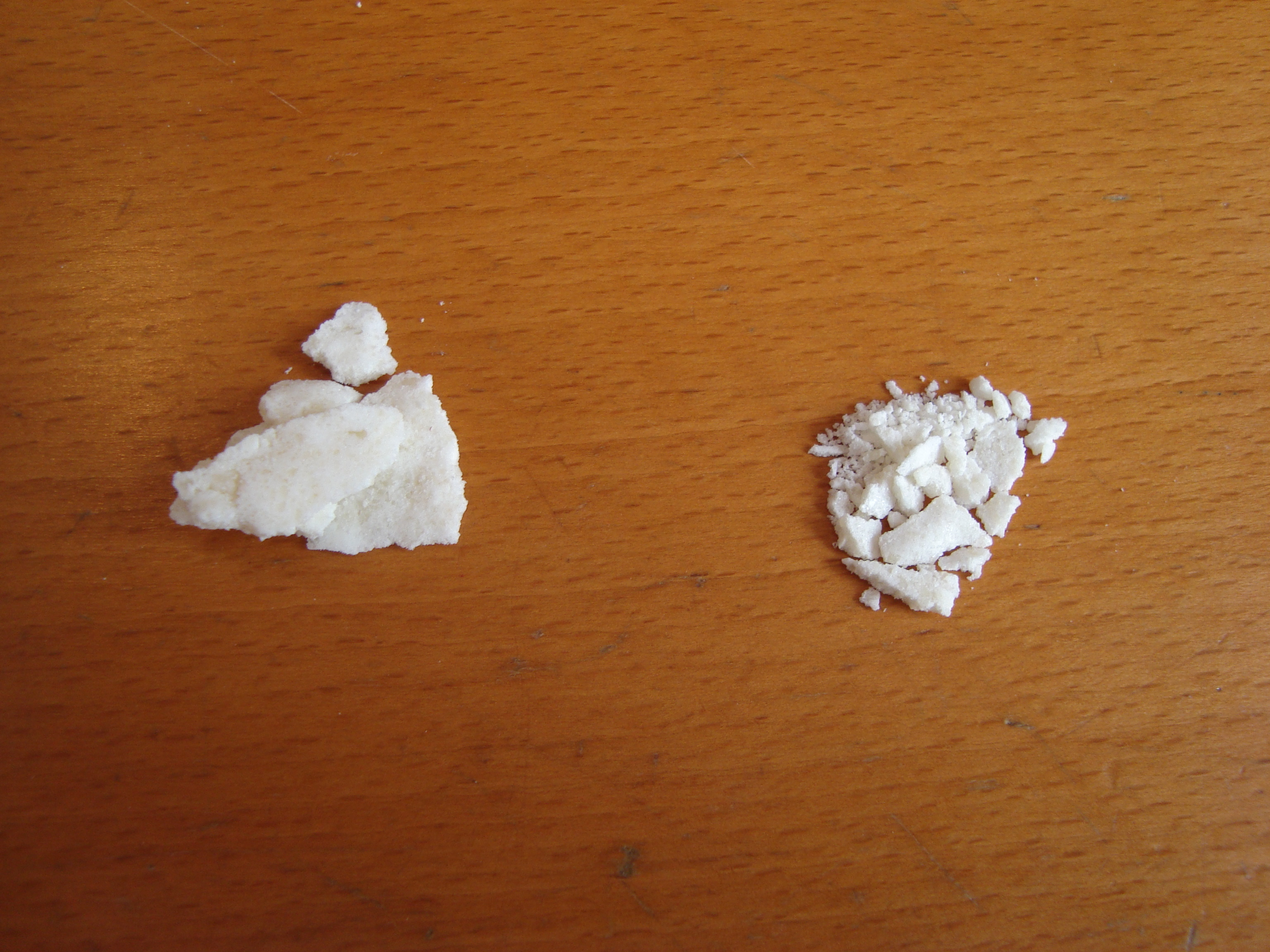
1 grama de 2-FA

- Dose anorexígena (quantidade que inibe a ingestão de alimentos em 50% por 2 horas, administrada 1 hora antes) = 15 mg/kg (rato; via oral).[4]
- Dose analgésica (50% de inibição da resposta ao reflexo pinçamento da cauda) = 20 mg/kg (rato; via parenteral).[4]
- Efeito na pressão arterial: doses de 0,5 mg/kg (rato; intravenoso), produz um aumento na PA de 29 mmHg.[4]

## Toxicologia
Em ratos, a dose letal mediana (LD50)  por via parental é de 100 mg/kg.